# Samanu
Samanu (pers. ‏سمنو‎ / samanu; azer. səməni halvası), także: samanak: pers. ‏سمنک‎, sümelek (kaz. сүмелек, turkm. sümelek / syumelek) lub: sumanak (tadż. суманак), albo: sumalak (uzb. sumalak [sʉmælˈæk], pot. „uzbecka czekolada”), jak również: sümölök (kirg. сүмөлөк [symœlˈœk]) – słodka, prosta potrawa, podobna do kisielu lub owsianki, tradycyjnie przyrządzana na perskie święto Nouruz (nowego roku), obchodzone w dniu równonocy wiosennej i charakterystyczna dla kuchni perskiej, kazachskiej, azerskiej, turkmeńskiej, tadżyckiej, uzbeckiej i kirgiskiej. Jest symbolem nowych początków i nadziei. W Uzbekistanie jest potrawą narodową.

## Pochodzenie
Danie składa się z prostych składników: kiełków pszenicy, oleju, mąki i wody. Pochodzi najprawdopodobniej  z przedislamskiej Persji. Niektórzy Uzbecy uważają, że nazwa sumalak oznacza „30 aniołów”: to aniołowie mieli stworzyć podobną owsiankę z pszenicy, mąki, wody i siedmiu kamieni dla biednej matki (Fatimy) z dwoma głodnymi synami. Nazwa może też pochodzić od starego tureckiego słowa "suma", oznaczającego „spuchniętą pszenicę”. Legenda głosi, że skosztowanie sumalaka z siedmiu różnych kotłów przyniesie jedzącemu szczęście. Jeśli osoba pomyśli życzenie po wypróbowaniu go po raz pierwszy, to życzenie się spełni. Potrawa jest również symbolem płodności. 

## Przygotowywanie
Przygotowywanie i spożywanie puddingu ma znaczenie integrujące dla lokalnych społeczności Azji Środkowej. Ludzie współpracują ze sobą, aby przygotować danie na święto Nouruz, zgodnie z tradycją sięgającą tysięcy lat. Rytuał gotowania samanu jest symbolem przyjaźni, wspólnoty i powodzenia. Ponieważ duży garnek budyniu wymaga ciągłego mieszania przez kilka godzin (nawet do 24, do uzyskania orzechowej, aksamitnej konsystencji), przygotowanie potrawy staje się sprawą wspólnotową. Kobiety na zmianę mieszają danie przez całą noc nadając tej czynności radosny charakter, co obejmuje taniec, śpiew i snucie opowieści. 
Przepis może się różnić w zależności od regionu, ale głównym składnikiem są kiełki pszenicy, które nadają potrawie charakterystyczny słodki smak. Kobiety umieszczają pszenicę w wodzie, aż zacznie kiełkować, następnie miażdżą ją na pastę i ponownie mieszają z wodą, aż z ziaren zacznie sączyć się biaława ciecz. Następnie wrzucają mieszaninę do kotła z wodą, wrzącym olejem i mąką, mieszając całość przez kilka godzin. W niektórych przypadkach w garnku umieszcza się zwyczajowo siedem kamieni, aby masa się nie spaliła.

## Serwowanie
Sumalak serwuje się znajomym i rodzinie na ciepło, ze świeżym pieczywem i dzbankiem herbaty.

## Galeria

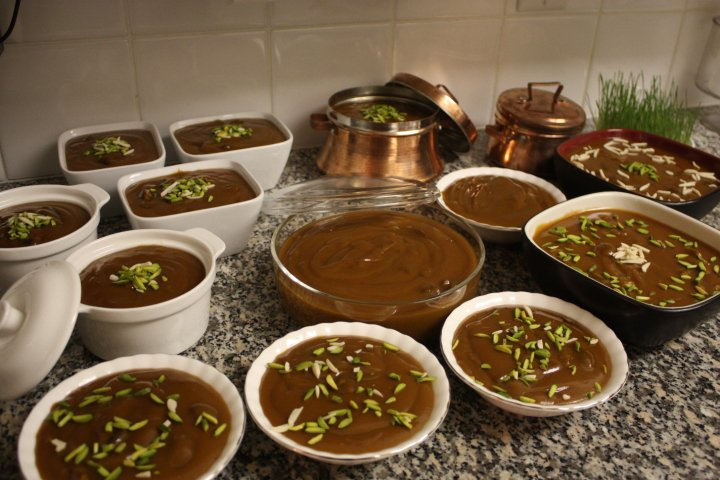
Samanu rozlane do misek
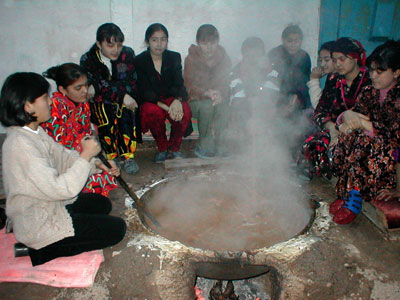
Wspólne gotowanie